# ضغط فيديو
ضغط الفيديو (بالإنجليزية: Ripping)‏ هي عملية يشار بها عادةً إلى تحويل فيلم على قرص دي في دي من صيغته على القرص البصرى دي في دي إلى ملف فيديو ذو تنسيق يقرأ على جهاز الحاسوب. والغاية من نقل الفيلم من القرص البصرى إلى الحاسوب أن يتم التعامل معه بحرية؛ مثل تحرير الفيلم، أو تغيير صفاته وحجمه، كي يمكن تشغيله على أجهزة متعددة مثل الهاتف المحمول، أو أجهزة الوسائط المتعددة المحمولة، أو حتى بهدف الأرشفة، أو ليمكن تشغيله بدون الحاجة للقرص البصري كما مع ملفات إم بي ثري وغيرها.
غالبًا مايكون الفيلم ذو حجم اقل من الحجم على القرص نتيجة الضغط.وتكون جودة الفيلم بهذه الصيغة عالية وممتازة وبحجم مقبول نسبيًا مقارنة بطرق النقل الأخرى. ويعود تقليص حجم الفيلم إلى خوارزمية تجاهل الإطارات الساكنة حيث يتم حذف الكادرات الساكنة أو أجزاء الكدرات الساكنة في الفيلم كالخلفية الثابتة مثلًا. وتسجيل البيانات المتحركة في المشهد فقط كحركة الاشخاص؛ مما يقلل حجمها، لكن لا تصبح الصورة بسلاسة ونعومة الحركة كالفيلم الاصلي. وغالبًا مايتراوح حجم الملف المضغوط لمتوسط زمن الأفلام السينمائية العادية من 650 إلى 800 ميجابايت.

## برامج يمكن ضغط الفيديو بها
- DVD Decrypter.
- أوتو جيه كيه.
- AnyDVD برنامج مجاني على الإنترنت لفك التشفير.
- CloneDVD وهو برنامج لنسخ أقراص الديفيدي المحمية.
- DVDFab.
- DVD Shrink.
- هاندبريك.
- K9Copy.
- مينكودر.

## وصلات خارجية
- Etymology of ripping
- LAME Open source encoder